# Hassan Moghadam
 (avril 2019).
Œuvres principales
- Jafar khân est revenu de Frang

Pour les articles homonymes, voir Moghaddam.
Hassan Moghadam (persan : حسن مقدم, né en 1898 à Téhéran et mort le 13 novembre 1925 à Leysin en Suisse à cause de la tuberculose, était dramaturge et un des premiers auteurs iraniens des pièces de théâtre. 

## Biographie
Dès l’âge de six ans, Moghadam fut envoyé à Lausanne, où il passa ses études scolaires et universitaires et obtint sa licence en sciences sociales. Puis, il alla à Istanbul et enseigna deux ans dans une école iranienne. À 21 ans il commença à travailler pour le Ministère iranien des Affaires étrangères à Istanbul et au Caire. Il avait une relation amicale avec des personnalités iraniennes (comme Abolqasem Lahouti, Ali Akbar Siassi) et françaises (comme André Gide et Jacques Rivière). Il a signé la plupart de ses ouvrages sous le nom d’Ali Nowrouz.
Jafar khân est revenu de Frang (1923) (persan : جعفرخان از فرنگ آمده est une de ses fameuses pièces de théâtre.